# La mariée était en noir (film)
Pour les articles homonymes, voir La mariée était en noir (roman).
Pour plus de détails, voir Fiche technique et Distribution.
La mariée était en noir est un film franco-italien réalisé par François Truffaut, sorti en 1968.
Truffaut est en pleine écriture de son livre-entretien avec Alfred Hitchcock lorsqu'il adapte La mariée était en noir, traduction française de The Bride Wore Black de William Irish (1940).

## Synopsis
Le mari de Julie Kohler est abattu sous les yeux de celle-ci le jour de son mariage. Julie Kohler cherche ceux qui l'ont tué et se venge.

## Fiche technique
- Titre : La mariée était en noir
- Titre international : The Bride Wore Black
- Réalisation : François Truffaut
- Scénario : Jean-Louis Richard et François Truffaut, d'après le roman policier éponyme de Cornell Woolrich, alias William Irish
- Musique : Bernard Herrmann avec quelques extraits du concerto pour mandoline de Vivaldi ; orchestre dirigé par André Girard
- Décors : Pierre Guffroy
- Photographie : Raoul Coutard
- Son : René Levert
- Scripte : Suzanne Schiffman
- Montage : Claudine Bouché
- Directeur de production : Georges Charlot
- Sociétés de production : Dino De Laurentiis Cinematografica, Les Films du carrosse et Les Productions Artistes Associés
- Société de distribution : Les Artistes Associés S.A (France), ZON Lusomundo Audiovisuais (Portugal)[1] et Lopert Films (États-Unis)
- Pays d'origine :  France,  Italie
- Langue originale : français
- Générique : Jean Fouchet[2]
- Format : couleur (Eastmancolor) - 35mm - 1,66:1 - son monophonique
- Laboratoires : LTC (Saint-Cloud)
- Genre : Drame et thriller
- Durée : 107 minutes
- Date de sortie : 17 avril 1968
- Date de sortie DVD : 07 septembre 1999
- Visa d'exploitation : no 33 254
- Box-office France : 1 274 411 entrées[3]
- Affiches : Macario Gómez Quibus (Espagne), René Ferracci (France)

## Distribution
- Jeanne Moreau : Julie Kohler, la veuve
- Claude Rich : Bliss
- Michel Bouquet : Robert Coral
- Michael Lonsdale : Clément Morane, l'industriel
- Charles Denner : Fergus, le peintre
- Daniel Boulanger : Delvaux, le ferrailleur
- Jean-Claude Brialy : Corey
- Jacqueline Rouillard : la logeuse de Coral
- Sylvine Delannoy : Mme Morane
- Christophe Bruno : « Cookie » Morane
- Alexandra Stewart : Mlle Becker, l'institutrice
- Luce Fabiole : la mère de Julie
- Michèle Montfort : le modèle de Fergus
- Paul Pavel : le mécanicien de Delvaux
- Gilles Quéant : le juge d'instruction
- Serge Rousseau : David Kohler, le mari de Julie
- Van Doude : l'inspecteur de police
- Frédérique Fontanarosa : la pianiste au concert (non créditée)
- Renaud Fontanarosa : le violoncelliste au concert (non crédité)
- Jacqueline Gaillard : la femme de chambre (non créditée)
- Maurice Garrel : le plaignant (non crédité)
- Daniel Pommereulle : un ami de Fergus (non crédité)
- Elisabeth Rey : Julie enfant (non créditée)
- Jean-Pierre Rey : David enfant (non crédité)
- Dominique Robier : Sabine, la nièce de Julie (non créditée)
- Jacques Robiolles : Charlie, le concierge (non crédité)
- Marcel Berbert : le policier qui vient chercher Mlle Becker (non créditée)
- Michèle Viborel : Gilberte, la fiancée de Bliss (non créditée)

## Dates et lieux de tournage

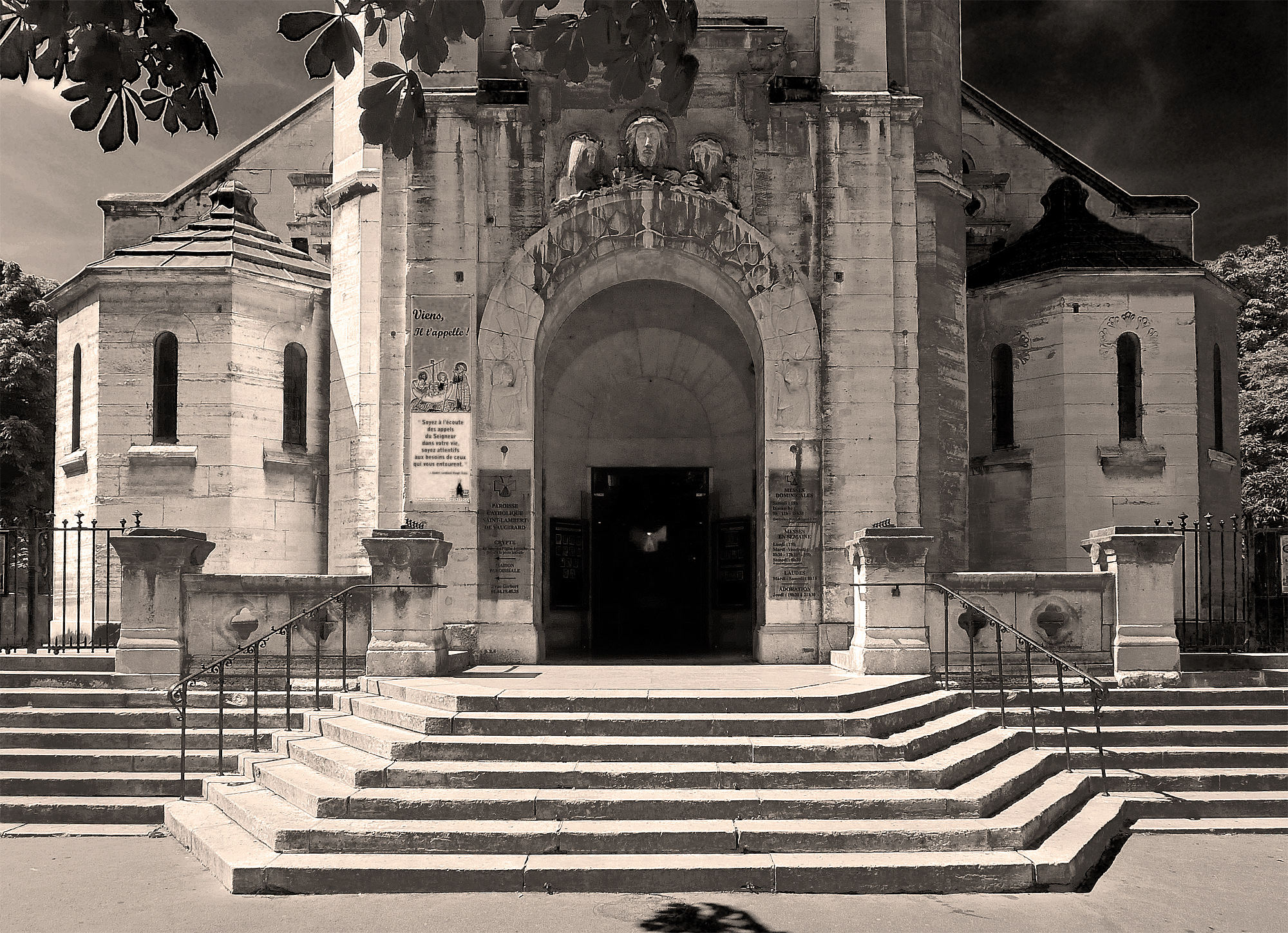
Le porche de l'église Saint-Lambert de Vaugirard où a été tournée la scène de la sortie du mariage.

- Le film a été tourné entre le 16 mai et le 10 novembre 1967.
- Scène de la sortie du mariage et du tir sur le marié : église Saint-Lambert de Vaugirard dans le 15e arrondissement de Paris, le tireur se trouve à une fenêtre du dernier étage du no 15 de la rue Gerbert face à l'église.
- La séquence avec Claude Rich a été tournée à Cannes à l'immeuble le St Michel.
- Quelques scènes ont été tournées dans la vallée du Grésivaudan (à Biviers), endroit que François Truffaut appréciait, notamment la maison filmée lors de l'enfance du personnage principal comme dans La Femme d'à côté, ou au Bourg-d'Oisans quand le personnage joué par Michel Bouquet sort de son hôtel. On distingue au loin, la façade Est du massif du Vercors donnant sur la vallée du Grésivaudan. La scène suivante, censée se passer dans les Alpes, est en fait filmée à Étampes, à la sortie du théâtre, en face de la statue Étienne Geoffroy de Saint-Hilaire.

## Réception critique
Dans Le Nouvel Observateur, le critique Jean-Louis Bory est élogieux : « Professeur Hitchcock, élève Truffaut, bravo. L'élève a regardé les leçons du maître, il les a assimilées. Le voici maître lui aussi. Et ce n'est que justice ».

## Autour du film
L'influence de ce film sur le scénario des films Kill Bill de Quentin Tarantino a été évoquée, quoique niée par le réalisateur[source insuffisante].
Le film influencera Kate Bush dans l'écriture de sa chanson The Wedding List, tirée de l'album Never for Ever.
Fergus, joué par Charles Denner, se définit lui-même dans ce film comme un « cavaleur ». Truffaut reprendra cette orientation du « cavaleur » pour élaborer le personnage central de L'Homme qui aimait les femmes en 1977, où le rôle sera également interprété par Charles Denner.
Truffaut a modifié le roman de William Irish selon les principes hitchcockiens : dans le livre, le mobile de Julie ne nous est dévoilé qu'à la fin, et l'énigme demeure un mystère ; dans le film, l'explication est donnée au public pendant le troisième meurtre, celui de Morane, et l'énigme devient suspense.
Le dénouement du film présente également une grande différence avec celui du roman : dans l'œuvre de William Irish, l'héroïne découvre — comme plus tard le personnage de Jim Douglas dans le western américain Bravados — qu'elle a tué des innocents.
Le film de François Truffaut, La Sirène du Mississippi (1969), sera aussi adapté d'un roman de William Irish. Fenêtre sur cour (1954), film d'Alfred Hitchcock, était également tiré d'une nouvelle de William Irish.
Après Fahrenheit 451 (1966), La Mariée était en noir est la deuxième et dernière collaboration de François Truffaut avec le compositeur américain Bernard Herrmann, connu notamment pour les musiques qu'il écrivit pour les films d'Alfred Hitchcock.
Le train entrant en gare au début du film est le Mistral tracté par la BB 67007 diesel, car la ligne de Marseille à Nice n'était pas encore électrifiée. Jeanne Moreau monte à bord d'une voiture TEE PBA Mistral 56 inox arborant le nom Mistral.
Lors de la deuxième séance de pose, Charles Denner fait porter à Jeanne Moreau un bracelet réalisé selon lui par Alexander Calder.
Les esquisses réalisées au fusain par le personnage de Charles Denner ont été produites par l'artiste Charles Matton ; on voit une affiche annonçant une exposition de l'artiste dans l'atelier de Fergus.
Lors de la réception au domicile de Charles Denner, Jean-Claude Brialy fait référence aux Mémoires de Saint-Simon.
L'affiche de la compagnie des wagonts-lits présente dans la chambre d'hôtel de Michel Bouquet, se retrouvera dans le salon de coiffure de "l'argent de poche".
Le film a été nommé au Festival International du Film Policier de Beaune édition 2007.
Le cinéaste François Truffaut, et trois de ses interprètes du film, Jeanne Moreau, Jean-Claude Brialy et Michael Lonsdale, sont tous les quatre inhumés au cimetière de Montmartre.